# Hippocamelus bisulcus
Hippocamelus bisulcus är en däggdjursart som först beskrevs av Molina 1782.  Hippocamelus bisulcus ingår i släktet huemuler, och familjen hjortdjur. IUCN kategoriserar arten globalt som starkt hotad. Inga underarter finns listade i Catalogue of Life.
Detta hjortdjur förekommer i södra Chile och i angränsande områden av Argentina. Arten vistas i låglandet och i bergstrakter upp till 3000 meter över havet. Habitatet varierar mellan bergsängar, buskskogar och öppna skogar som domineras av träd från sydbokssläktet (Nothofagus).
Hanar och honor bilar vanligen flockar med genomsnittlig 11 medlemmar men det finns även ensamma hanar. Äldre avhandlingar nämner stora flockar med cirka 100 individer. Födan utgörs av olika växter. Födans sammansättning kan variera mellan 11 och 120 olika växtarter beroende av vad utbredningsområdet erbjuder. Populationer som lever i bergstrakter vandrar vanligen före vintern till lägre regioner.
Artens naturliga fiender utgörs av puman och av Magellanräven (Pseudalopex culpaeus). Dessutom jagas hjortdjuret av människor och av förvildade hundar.